# Rodita
La rodita és un aliatge natural d'or, Au, i rodi, Rh, que pot contenir fins a un 40% de rodi. Es troba en jaciments d'arenes auríferes de Brasil, Colombia i Mèxic.